# تروتنوو، استان کویافسکو-پومورسکی
تروتنوو (به لاتین: Trutnowo) یک روستا در لهستان است که در استان کویافسکو-پومورسکی واقع شده‌است.

## خصوصیات
تروتنوو ۲۱۰ نفر جمعیت دارد.